# Mistrovství světa v judu 1969
VI. mistrovství světa se konalo v Ciudad de México ve dnech 23.–25. října 1969.

## Program
- ČTV – 23.10.1969 – těžká váha (+93 kg)
- ČTV – 23.10.1969 – polotěžká váha (−93 kg)
- PAT – 24.10.1969 – střední váha (−80 kg)
- PAT – 24.10.1969 – polostřední váha (−70 kg)
- SOB – 25.10.1969 – lehká váha (−63 kg)
- SOB – 25.10.1969 – bez rozdílu vah

## Výsledky
| Kategorie | Zlato                 | Stříbro               | Bronz                   | Bronz                       |
| --------- | --------------------- | --------------------- | ----------------------- | --------------------------- |
| −63 kg    | Jošio Sonoda (JPN)    | Toyokazu Nomura (JPN) | Kim Sang-čchol (KOR)    | Sergej Suslin (URS)RUS      |
| −70 kg    | Hiroši Minatoja (JPN) | Jošimicu Kono (JPN)   | Kim Čchil-pok (KOR)     | David Rudman (URS)RUS       |
| −80 kg    | Isamu Sonoda (JPN)    | Kacuja Hirao (JPN)    | O Sung-ip (KOR)         | Martin Poglajen (NED)       |
| −93 kg    | Fumio Sasahara (JPN)  | Peter Herrmann (FRG)  | Tomojuki Kawabata (JPN) | Vladimir Pokatajev (URS)RUS |
| +93 kg    | Šúdži Suma (JPN)      | Klaus Glahn (FRG)     | Micuo Macunaga (JPN)    | Givi Onašvili (URS)GEO      |